# ロスルナス

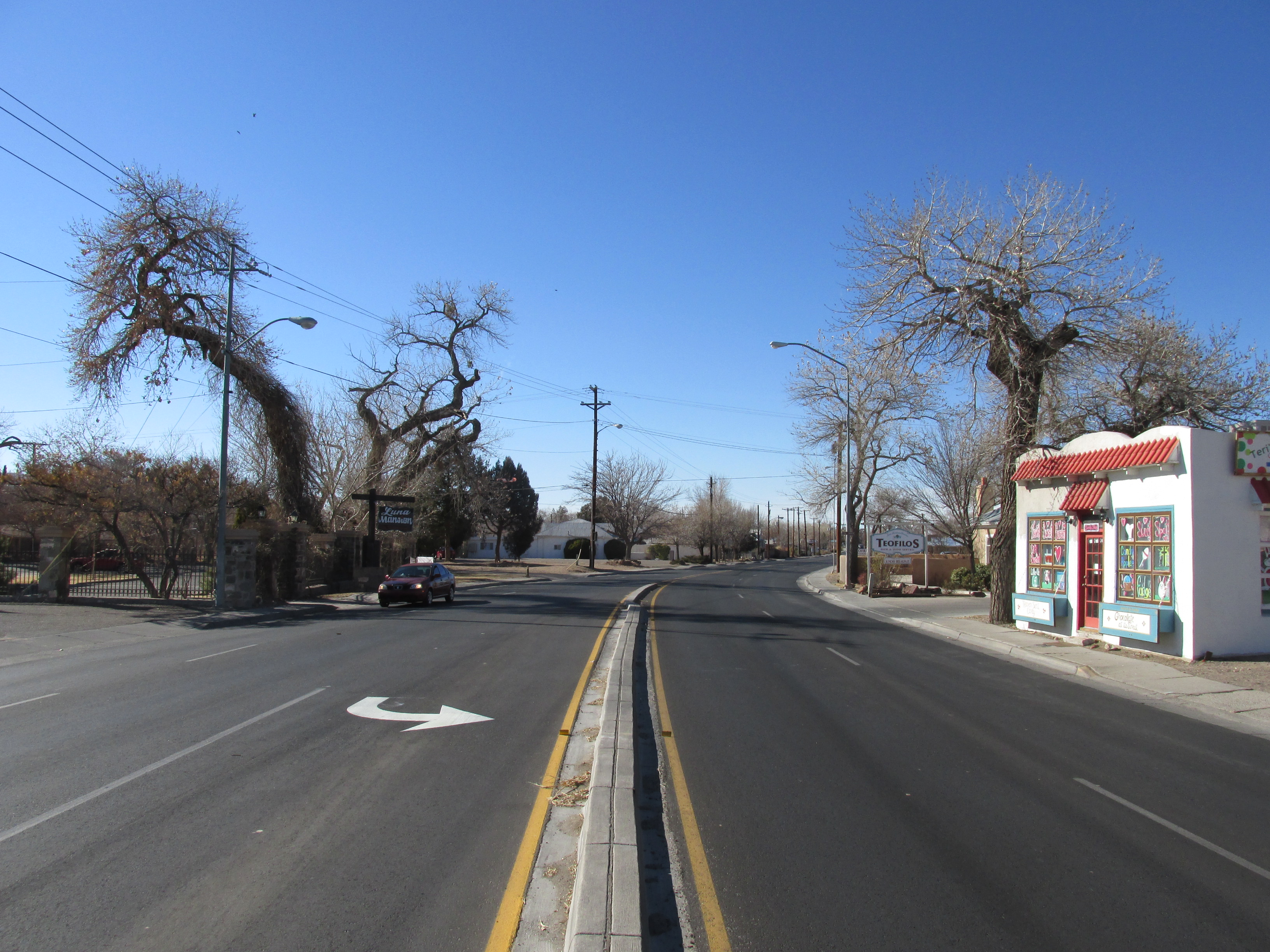
州道6号 西向き

ロスルナス（Los Lunas）は、アメリカ合衆国ニューメキシコ州の村。ヴァレンシア郡の郡庁所在地である。人口は1万8885人（2023年推計）。「ロスルナス」という名前は、もともとこの地帯を開拓したルナ家(スペイン語でlos Luna)が英語化された名前である。

## 地理

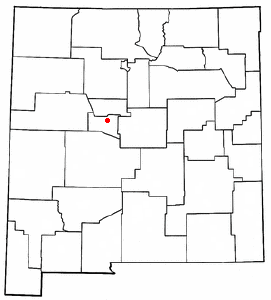
ニューメキシコ州内の位置

ロスルナスは北緯34度48分34秒 西経106度44分7秒 / 北緯34.80944度 西経106.73528度に位置している。アメリカ合衆国国勢調査局によると、総面積は26.0 km² (10.1 mi²)で、すべて陸地である。

## 人口動勢
以下は2000年国勢調査における人口統計データである。
基礎データ
- 人口: 10,034人
- 世帯数: 3,601世帯
- 家族数: 2,689家族
- 人口密度: 385.5/km² (998.8/mi²)
- 住居数: 3,845軒
- 住居密度: 147.7/km² (382.7/mi²）

人種別人口構成
- 白人: 64.14%
- アフリカン・アメリカン: 1.16%
- ネイティブ・アメリカン: 2.62%
- アジア人: 0.50%
- 太平洋諸島系: 0.06%
- その他の人種: 27.63%
- 混血: 3.90%
- ヒスパニック・ラテン系: 58.74%

世帯と家族（対世帯数）
- 世帯数: 3,601世帯
- 18歳未満の子供がいる: 41.9%
- 結婚・同居している夫婦: 51.8%
- 未婚・離婚・死別女性が世帯主: 16.8%
- 非家族世帯: 25.3%
- 単身世帯: 20.7%
- 65歳以上の老人1人暮らし: 5.8%
- 平均構成人数
  - 世帯: 2.75人
  - 家族: 3.16人

年齢別人口構成
- 18歳未満: 31.1%
- 18-24歳: 9.6%
- 25-44歳: 30.1%
- 45-64歳: 20.2%
- 65歳以上: 8.9%
- 年齢の中央値: 32歳
- 性比（女性100人あたりの男性の人口）
  - 総人口: 95.0人
  - 18歳以上: 90.1人

収入と家計
- 収入の中央値
  - 世帯: 36,240米ドル
  - 家族: 37,255米ドル
  - 性別
    - 男性: 30,664米ドル
    - 女性: 22,437米ドル
- 人口1人あたり収入: 14,692米ドル
- 貧困線以下
  - 対家族数: 11.6%
  - 対人口: 13.5%
  - 18歳未満: 18.3%
  - 65歳以上: 7.3%